# Русалка и дочь короля
«Русалка и дочь короля» (англ. The King's Daughter), ранее Луна и Солнце (англ. The Moon and the Sun) — американо-китайский приключенческий фильм режиссёра Шона Макнамара, основанный на романе Вонды Макинтайр «Луна и Солнце» (1997). Последний фильм с участием Уильяма Хёрта.

## Сюжет
«Король-солнце» Франции Людовик XIV решает в поисках вечной жизни отправить на поиски русалки нескольких авантюристов, однако на пути безумных планов короля встают страж русалки и 18-летняя дочь самого Людовика.

## В ролях
- Пирс Броснан — Людовик XIV
- Кая Скоделарио — Мария-Жозефа
- Бенджамин Уокер — Ив де ла Круа
- Уильям Хёрт — Пер Лашез
- Рэйчел Гриффитс — аббатисса
- Фань Бинбин — русалка
- Пабло Шрайбер — доктор Лабарт
- Кристал Кларк — Магали
- Джули Эндрюс — рассказчица

## Производство
Фильм основан на романе Вонды Макинтайр «Луна и Солнце» (1997). Самые ранние планы по экранизации романа относятся к 1999 году, когда продюсер Майкл Лондон собирался получить права на экранизацию. Лондон заявлял, что его привлекло «странное сопоставление полностью воображаемого существа в реалиями исторического мира». Он предложил фильм студии Jim Henson Pictures, чтобы была возможность выпустить работу через кинокомпанию The Jim Henson Company. В качестве режиссёра был выбран театральный режиссёр Кристофер Реншоу, а работа над сценарием была поручена Лауре Харрингтон при участии Макинтайр. Стефани Эллейн и Кристин Белсон подписали контракт с Jim Henson Pictures в качестве исполнительных продюсеров. После того, как Sony разорвала контакт с Jim Henson Company, а Jim Henson Pictures была закрыта, производство было отложено до тех пор, пока продюсер Билл Механик не присоединился к производству и не возобновил работу над фильмом совместно с Walt Disney Pictures после подписания пятилетнего контракта с компанией в декабре 2001 года. Механик планировал, что подготовка к съёмкам фильма начнётся в начале 2002 года; на главную роль была выбрана Натали Портман, сценаристом должен был стать Джеймс Шеймус, а Грегори Хоблит, возможно, занял бы пост режиссёра. Jim Henson Company по прежнему должна была спродюсировать фильм.
На роль Людовика XIV был выбран Пирс Броснан, на роль русалки Фань Бинбин, а на роль Пер-Лашеза Билл Найи. Найи выбыл из фильма из-за конфликта в расписании и был заменён Уильямом Хёртом за несколько недель до начала съёмок. Механик, на тот момент всё ещё работавший над фильмом, также пересмотрел сценарий совместно с Барри Берманом и Рональдом Бассом. Китайская кинокомпания Kylin Films инвестировала в этот фильм 20,5 миллионов долларов, что сделало его крупнейшим финансовым вкладом Китая в нестудийный фильм, снятый за пределами страны. В июне 2020 года было объявлено, что на роль рассказчика в фильме выбрана Джули Эндрюс.
Основные съёмки начались в начале апреля 2014 года во французском Версале. После двухнедельных съёмок во Франции производство переместилось в Австралию на студию Docklands Studios Melbourne в Мельбурне. Съёмки в Мельбурне начались 23 апреля и велись на самой студии и в её окрестностях. С 6 по 8 мая съёмки проходили в гавани Мельбурна на парусном судне Enterprize для сцен, происходящих на борту корабля в Северном море штормовой ночью 1648 года. 2 мая 2014 года были сняты сцены в Мельбурнском университете, который стал декорацией для Версальского аббатства. Съёмки в Австралии завершились в конце мая 2014 года.

## Премьера
15 августа 2014 года Paramount Pictures объявила дату выхода фильма 10 апреля 2015 года, в то время как международный релиз будет осуществляться Good Universe. Всего за три недели до того, как фильм должен был быть выпущен в широкий прокат, Paramount отменила проект, не указав дату выхода в будущем. Источник, близкий к создателям фильма, утверждал, что для завершения работы со спецэффектами требовалось больше времени. Позже фильм, изначально носивший название «Луна и Солнце», был переименован в «Русалка и дочь короля», и 1 июня 2020 года компания Arclight Films получила дистрибьюторские права во время виртуального мероприятия в Каннах в 2020 году. Однако уже в октябре 2021 года было объявлено, что Gravitas Ventures приобрела права на распространение фильма и его выпуск 21 января 2022 года.